# Feria Internacional de la Lectura Yucatán
La Feria Internacional de la Lectura Yucatán (FILEY) es, junto con la Feria Yucatán de Xmatkuil, uno de los eventos más importantes del sureste mexicano. Se lleva a cabo anualmente en Mérida, Yucatán en los recintos del Centro de Convenciones Yucatán Siglo XXI y el Gran Museo del Mundo Maya durante la época de primavera, reuniendo a docenas de miles de personas de diferentes países. La edición 2020 fue cancelada por la pandemia de COVID-19 y la edición 2021 se realizó en modalidad virtual. Es organizada principalmente por la Universidad Autónoma de Yucatán (UADY) desde 2012 con ayuda de algunos colaboradores y patrocinadores. El principal objetivo de la FILEY es fomentar la lectura a través de sus actividades culturales y artísticas.

## Acerca de la FILEY

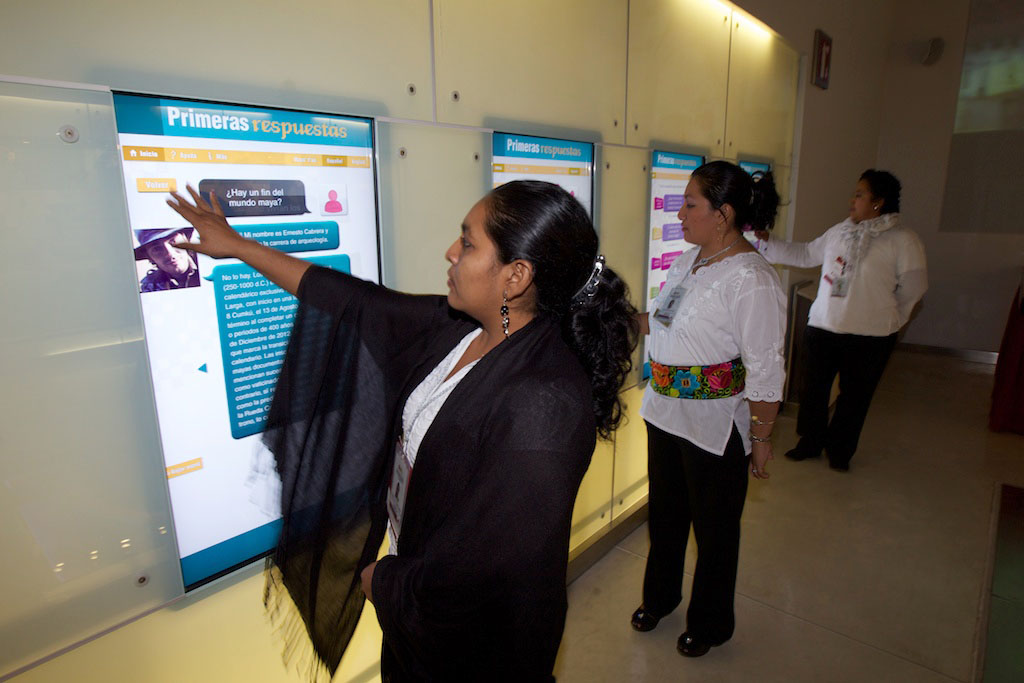
El Gran Museo del Mundo Maya es una de las sedes de la Feria Internacional de la Lectura Yucatán

### Creación
La FILEY fue creada en el año 2012 por la UADY con motivo del XC aniversario de su fundación. Desde entonces, es organizada por esta universidad con el objetivo de formar el gusto por la lectura como vía para mejorar la comprensión de la realidad social y los cambios del entorno.

### Descripción
Durante nueve días, la feria recibe a decenas de miles de visitantes de varios países y de todas las edades, que entran en contacto con la literatura por medio de la amplia oferta que la FILEY pone a su alcance con cientos de actividades como exhibiciones y venta de libros de editoriales de todo el país; presentaciones de escritores, mesas panel, conferencias magistrales, talleres literarios; eventos artísticos (teatro, cine, debates, danza); conciertos al aire libre; todo con el propósito de promover la lectura y el libro.

## Premios y reconocimientos
Como una forma de premiar y distinguir el fomento y la promoción de la lectura, la FILEY otorga anualmente los siguientes galardones y reconocimientos:

### Premio José Emilio Pacheco
Este galardón lo recibió en su primera edición, en 2013, el escritor José Emilio Pacheco. Este premio lleva el nombre de este destacado escritor mexicano en su honor. Los escritores que han sido reconocidos con el Premio Excelencia en las Letras José Emilio Pacheco son: 
- Elena Poniatowska (2014)
- Fernando del Paso (2015)
- Juan Villoro (2016)
- Cristina Rivera Garza (2017)
- David Huerta (2018)
- Héctor Manjarrez (2019)
- Enrique Serna (2020)

### Premio de Periodismo FILEY
Creado en 2018, el Premio Nacional de Periodismo FILEY tiene el propósito de reconocer la trayectoria de periodistas cuyo trabajo ha contribuido a la promoción, difusión y comprensión de las diferentes disciplinas artísticas y el quehacer cultural en México, así como distinguir la labor de quienes en el día a día se enfrentan a los hechos en la calle, tienen la experiencia estética y periodística en el lugar de los hechos y la transmiten al público.
Los periodistas que han recibido el premio han sido:
- Miguel de la Cruz (2018)
- Merry MacMasters (2019)
- Leticia Sánchez Medel (2020)

## Invitados
En cada edición la FILEY tiene como invitados de honor países, entidades federativas o universidades, para que con su oferta editorial y artística, muestren los mejores aspectos de sus letras y su cultura.

### Países
- Francia (2013)
- Ecuador (2014)
- China (2017)
- Rusia (2018)
- Argentina (2021)

### Entidades federativas
- Ciudad de México (2015)
- México (2016)
- Campeche (2017)
- Guanajuato (2018)
- Nuevo León (2019)
- Veracruz (2021)

### Universidades
- Universidad de Guadalajara (2014)
- Universidad Nacional Autónoma de México (2015)
- Universidad Autónoma del Estado de México (2016)
- Universidad Autónoma de Campeche (2017)
- Universidad de Guanajuato (2018)
- Universidad Autónoma de Nuevo León (2019)
- Universidad Veracruzana (2021)